# Julie Derron
Julie Derron (født 1996) er en schweizisk triatlet.
Hun repræsenterede Schweiz ved sommer-OL 2024 i Paris, hvor hun vandt sølv.